# Пятецкий-Шапиро, Илья Иосифович
Илья Иосифович Пятецкий-Шапиро (30 марта 1929 года, Москва — 21 февраля 2009 года, Тель-Авив) — советский, израильский и американский математик, специалист в аналитической теории чисел, теории представлений групп и алгебраической геометрии. Лауреат премии Вольфа и Премии Израиля.

## Биография
Родился 30 марта 1929 года в Москве. Отец Иосиф Гершевич Пятецкий-Шапиро (1895—1965) и мать — София Аркадьевна — происходили из традиционных еврейских семей, отец — из Бердичева, а мать — из Гомеля. Племянник адвоката Льва Григорьевича Пятецкого-Шапиро (среди прочего, участника Шахтинского дела). После Октябрьской революции родители переехали в Москву. Илья начал интересоваться математикой в возрасте 10 лет. В своих воспоминаниях он описывает, как был поражён «очарованием и необычайной красотой отрицательных чисел», которые ему показал его отец.
В 1952 году Пятецкий-Шапиро, будучи ещё студентом Московского Университета, получил премию Московского математического общества за решение проблемы Рафаэля Салема о единственности разложения функций в тригонометрический ряд (on sets of uniqueness of trigonometric series). Но несмотря на эту премию и рекомендацию от его руководителя А. О. Гельфонда, профессора математики в МГУ, заявление Пятецкого-Шапиро в аспирантуру в Московском университете было отклонено.
Поступил в аспирантуру Московского педагогического института, где получил степень кандидата наук в 1954 году под руководством А. Бухштаба. Его ранние работы относились к классической аналитической теории чисел, включая работу «О распределении простых чисел в последовательностях вида [f(n)]» (1953), а также работы о множествах, возникающих в задаче о единственности разложения функций в тригонометрический ряд (1952).
Покинув Московский педагогический институт, отработал год в МИАНе им. Стеклова, где получил степень доктора наук в 1959 году под руководством Игоря Шафаревичa. Общение с Шафаревичем расширило его математической интересы, и он обратил внимание на современную теорию чисел и алгебраическую геометрию.
В 1958 году начал работать в Институте прикладной математики в Москве. В 1965 году начал преподавать в МГУ. Вскоре Пятецкий обрёл международную репутацию и был приглашён в 1962 году на Международный математический конгресс в Стокгольме, но власти не пустили его (доклад был прочитан И. Р. Шафаревичем). В 1966 году был приглашён на Международный математический конгресс в Москве, где представил часовой доклад «Автоморфные функции и арифметические группы». Сильное влияние на Пятецкого-Шапиро оказал также И. М. Гельфанд. Предметом их сотрудничества было введение новой теории представлений в классической теории модулярных форм и теории чисел.
В 1968 году подписал «письмо 99» на имя министра здравоохранения СССР и генерального прокурора СССР в защиту насильственно помещённого в московскую психиатрическую больницу № 5 математика А. С. Есенина-Вольпина, после чего был отстранён от преподавания на мехмате МГУ.
После того как его бывшая жена и сын покинули Советский Союз в 1974 году, Пятецкий-Шапиро также подал заявление на выездную визу в Израиль, но получил отказ (в качестве причины отказа указывалось, что он был допущен к сведениям, составляющим государственную тайну).
После подачи заявления на эмиграцию потерял работу в режимном Институте прикладной математики. В 1976 году его дело было представлено на рассмотрение Национальной академии наук США с целью получения для Ильи выездной визы. В результате, позднее в том же году он получил разрешение на выезд. Его второй брак распался, потому что жена категорически отказалась уезжать из СССР и осталась в Москве. Приехав в Израиль, начал преподавать в Тель-Авивском университете. Начиная с 1977 года, Пятецкий-Шапиро делил своё время между Тель-Авивским университетом и Йельским, руководя докторскими диссертациями в обоих местах.
В течение последних 30 лет жизни страдал болезнью Паркинсона, в последниe 10 лет состояние сильно ухудшилось.

## Научная деятельность
За шестьдесят лет активной научной и преподавательской работы внёс значительный вклад как в прикладную, так и в чистую математику. Последние сорок лет его исследования были сосредоточены на чистой математике, в частности на аналитической теории чисел, теории представлений групп и алгебраической геометрии. Его основной вклад был в области теории автоморфных форм и L-функций.
Одна из его главных работ в области теории чисел касается Обратной теоремы, которая устанавливает ключевую связь между автоморфными формами на группах квадратных матриц и дзета-функциями. Для N = 1 эта теорема известная давно. Для N = 2 она была доказана Андре Вейлем. Общий случай был решён Пятецким-Шапиро в сотрудничестве с другими учёными, в частности, его студентом Джеймсом Когделлом.
Избранные работы:
- Пятецкий-Шапиро И. И. Геометрия классических областей и теория автоморфных функций. — М.: Государственное издательство технико-теоретической литературы, 1961. — 191 с. — (Современные проблемы математики). — 5000 экз.
- J. W. Cogdell and I. I. Piatetski-Shapiro (1990), The Arithmetic and Spectral Analysis of Poincaré Series. Perspectives in Mathematics, Vol. 13. Academic Press. ISBN 0-12-178590-4
- James Cogdell, Simon Gindikin, and en:Peter Sarnak, editors (2000), Selected Works of Ilya Piatetski-Shapiro. American Mathematical Society. ISBN 0-8218-0930-X
- I. I. Piatetski-Shapiro (1983), Complex representations of GL(2,K) for finite fields K. Contemporary Mathematics, Vol. 16. American Mathematical Society. ISBN 0-8218-5019-9

## Награды
- Премия Московского математического общества (1952).
- В 1978 году был избран в Израильскую академию наук.
- Премия Израиля (1981).
- Премия Вольфа (1990).
- Стипендия Гуггенхайма (1992)[10]
- Приглашённый докладчик на Международном математическом конгрессе в 1962, 1966, 1978 и 2002 годах.

## Семья
- Первая жена — Инна Могилевская (Inna Mogilevskaya)
  - Сын — Григорий Ильич Пятецкий-Шапиро (Gregory I. Piatetsky-Shapiro; род. 1958), американский учёный в области информатики.